# Ryan McGowan
Ryan James McGowan (Adelaida, 15 de agosto de 1989) es un futbolista australiano. Juega de defensa y su equipo es el Livingston F. C. de Escocia.

## Selección nacional
Ha sido internacional con la selección de fútbol de Australia en 22 ocasiones.
Recibió su primera convocatoria con la selección absoluta en agosto de 2012 con miras a un amistoso frente a Escocia.
El 13 de mayo de 2014 el entrenador de la selección australiana, Ange Postecoglou, incluyó a McGowan la lista provisional de 30 jugadores convocados para el mundial en Brasil. El 3 de junio fue confirmado en la lista final de 23 jugadores.
| Mundial                        | Sede   | Resultado      | Partidos | Goles |
| ------------------------------ | ------ | -------------- | -------- | ----- |
| Copa Mundial de Fútbol de 2014 | Brasil | Fase de grupos | 3        | 0     |

## Clubes
| Club                           | País                   | Año       |
| ------------------------------ | ---------------------- | --------- |
| Heart of Midlothian F. C.      | Escocia                | 2008-2013 |
| Ayr United F. C. (cedido)      | Escocia                | 2009-2010 |
| Partick Thistle F. C. (cedido) | Escocia                | 2011      |
| Shandong Luneng Taishan        | China                  | 2013-2014 |
| Dundee United F. C.            | Escocia                | 2015-2016 |
| Henan Jianye                   | China                  | 2016      |
| Guizhou Hengfeng Zhicheng      | China                  | 2017      |
| Sharjah F. C.                  | Emiratos Árabes Unidos | 2017-2018 |
| Bradford City A. F. C.         | Inglaterra             | 2018-2019 |
| Dundee F. C. (cedido)          | Escocia                | 2019      |
| Sydney F. C.                   | Australia              | 2019-2021 |
| Kuwait S. C.                   | Kuwait                 | 2021-2022 |
| St. Johnstone F. C.            | Escocia                | 2022-2024 |
| Livingston F. C.               | Escocia                | 2024-     |

## Palmarés

### Campeonatos nacionales
| Título          | Club                      | País    | Año  |
| --------------- | ------------------------- | ------- | ---- |
| Copa de Escocia | Heart of Midlothian F. C. | Escocia | 2012 |